# Kuhhirte und Weberin

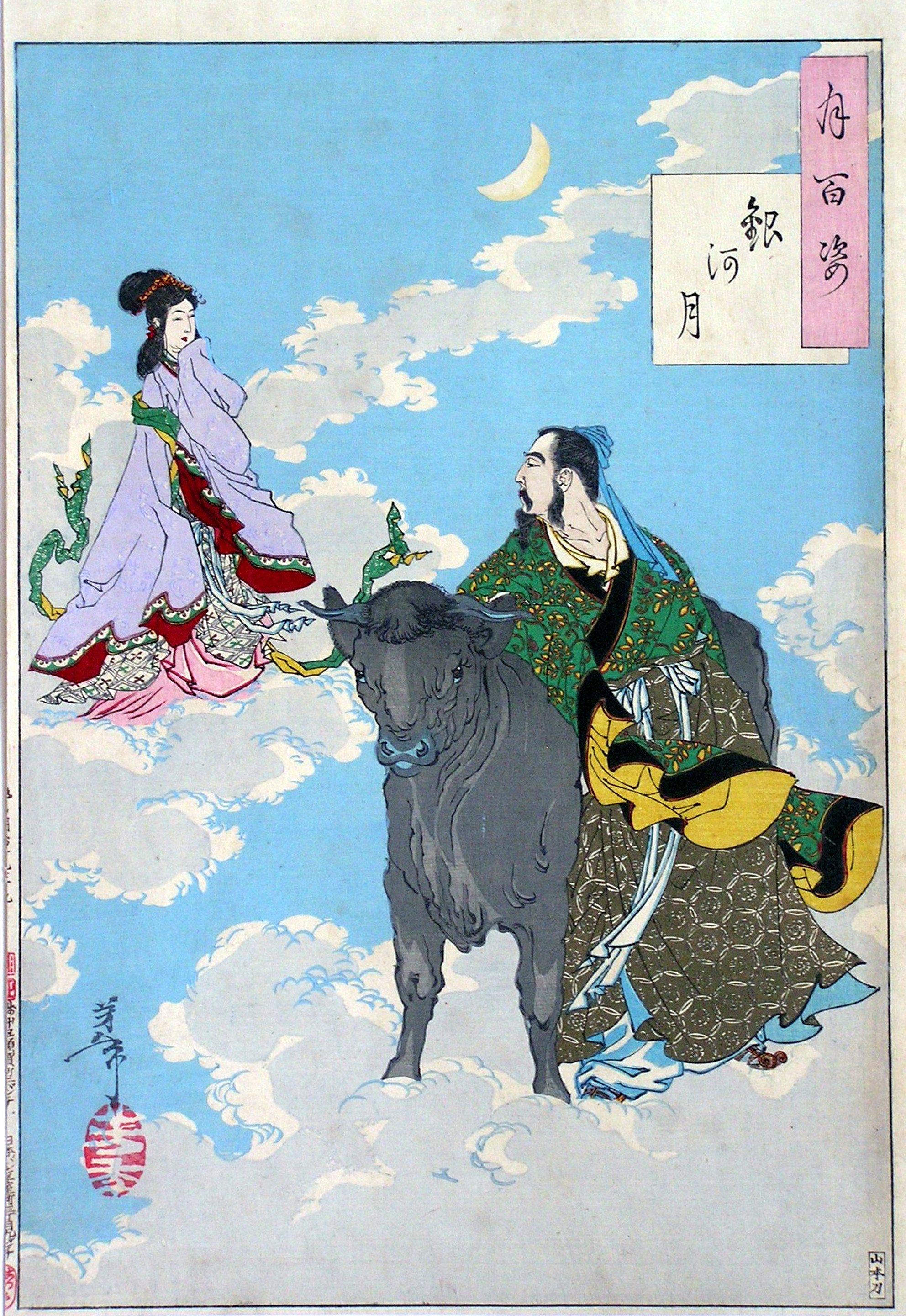
Niulang und Zhinü – Japanischer Farbholzschnitt, Yoshitoshi, 1886

Kuhhirte und Weberin (chinesisch 牛郎織女 / 牛郎织女, Pinyin niúláng zhīnǚ, Jyutping ngau4long4 zik1neoi5) ist eine chinesische Volkssage. Sie beschreibt die verbotene Liebesgeschichte zwischen Zhinü (織女 / 织女), der Weberin, die den Stern Wega symbolisiert, und Niulang (牛郎), dem Kuhhirten, der den Stern Altair versinnbildlicht. Ihre Liebe war nicht erlaubt, darum wurden sie an gegenüberliegende Seiten des „Silberflusses“ (銀河 / 银河,  yínhé, Jyutping ngan4ho4, alte chinesische Bezeichnung der Milchstraße), verbannt. Einmal im Jahr, am siebten Tag des siebten Mondmonates (七夕,  qīxī – „Die Nacht der Siebenen“), bildet ein Schwarm Elstern eine Brücke (鵲橋 / 鹊桥,  quèqiáo, Jyutping coek3kiu4 – „Elsterbrücke“) über den „Fluss“ (Milchstraße), um die Liebenden einen Tag wieder miteinander zu vereinen. Es gibt viele Varianten dieser Geschichte. Der erste bekannte Bezug auf diesen Mythos liegt über 2600 Jahre zurück und kam in einem Gedicht des chinesischen Buches der Lieder vor.
Die Volkssage vom „Kuhhirten und der Weberin“ wird in China seit der Han-Zeit zum Qixi-Fest gefeiert. Sie wird auch in Japan zum Tanabata-Fest und in Korea zum Chilseok-Fest gefeiert. Die Geschichte zählt zu den vier großen chinesischen Volkssagen. Die anderen drei Volkssagen sind Die Legende der weißen Schlange, Die Geschichte von Meng Jiang Nü und Liang Shanbo und Zhu Yingtai.

## Literarische Interpretationen
Auf das Volksmärchen Kuhhirte und Weberin wurde in vielen literarischen Werken angespielt. Eines der bekanntesten ist das folgende Gedicht von Qin Guan (1049–1100) während der Song-Dynastie:

„鵲橋仙
纖雲弄巧，飛星傳恨，銀漢迢迢暗渡. 金風玉露一相逢，便勝卻人間無數. 柔情似水，佳期如夢，忍顧鵲橋歸路. 兩情若是久長時，又豈在朝朝暮暮.
Treffen über der Milchstraße
Durch die unterschiedlichen Formen der zarten Wolken, die traurige Nachricht der Sternschnuppen, eine stille Reise über der Milchstraße, ein Treffen des Kuhhirten und der Weberin inmitten des goldenen Herbstwindes und des jadeglitzernden Taues, verfinstern die zahllosen Begegnungen in der alltäglichen Welt. Die Gefühle weich wie Wasser, der ekstatische Moment unwirklich wie ein Traum, wie kann man das Herz haben, wieder auf die Brücke aus Elstern zu gehen? Wenn die beiden Herzen für immer vereint sind, warum müssen die zwei Personen zusammen bleiben – Tag für Tag, Nacht für Nacht?“

## Einfluss und Variationen
Die Geschichte ist in verschiedenen Variationen auch in anderen Teilen von Asien beliebt. In Südostasien floss die Geschichte in ein Jataka ein, die detailreiche Geschichte der Kinnari Manohara, der jüngsten der sieben Töchter des Kinnara-Königs, die auf dem Berg Kailash lebt und sich in Prinz Sudhana verliebt. In Sri Lanka ist eine andere Version der Manoharalegende beliebt, in der Prinz Sudhana ein Kinnari ist, der erschossen wurde, bevor er vom Śakra, der buddhistischen Entsprechung des Jadekaisers, wiederbelebt wird.
In Korea dreht sich die Geschichte um Jingnyeo, eine Weberin, die sich in Gyeonu, einen Hirten, verliebt. In Japan handelt die Geschichte von einer Romanze zwischen Gottheiten, Orihime und Hikoboshi. In Vietnam ist die Geschichte als Ngưu Lang Chức Nữ bekannt und dreht sich um Chức Nữ and Ngưu Lang.

## Kulturelle Bezüge
Carl Sagan bezieht sich in seinem Roman Contact auf das chinesische Volksmärchen Kuhhirte und Weberin. Diese Geschichte und das Tanabata-Fest bilden auch die Grundlage für die Sailor Moon-Nebengeschichte mit dem Titel Chibiusa's Picture Diary – Beware the Tanabata!, in der sowohl Vega als auch Altair auftreten. Die Post-Hardcore-Band La Dispute benannte ihr erstes Album Somewhere at the Bottom of the River Between Vega and Altair nach der Geschichte und ein Teil des Albums beruhte darauf. Das japanische Computer-Rollenspiel Bravely Second: End Layer verwendete auch die Namen Vega und Altair für ein Paar von handlungsrelevanten Figuren, die Jahre vor der Spielgeschichte eine gegenseitige Zuneigung teilten.
Die Umfassende Kommunikations-, Navigations- und Fernerkundungskonstellation Elsternbrücke der Strategischen Kampfunterstützungstruppe der Volksrepublik China hat ihren Namen nach dieser Geschichte erhalten.

## Bildergalerie

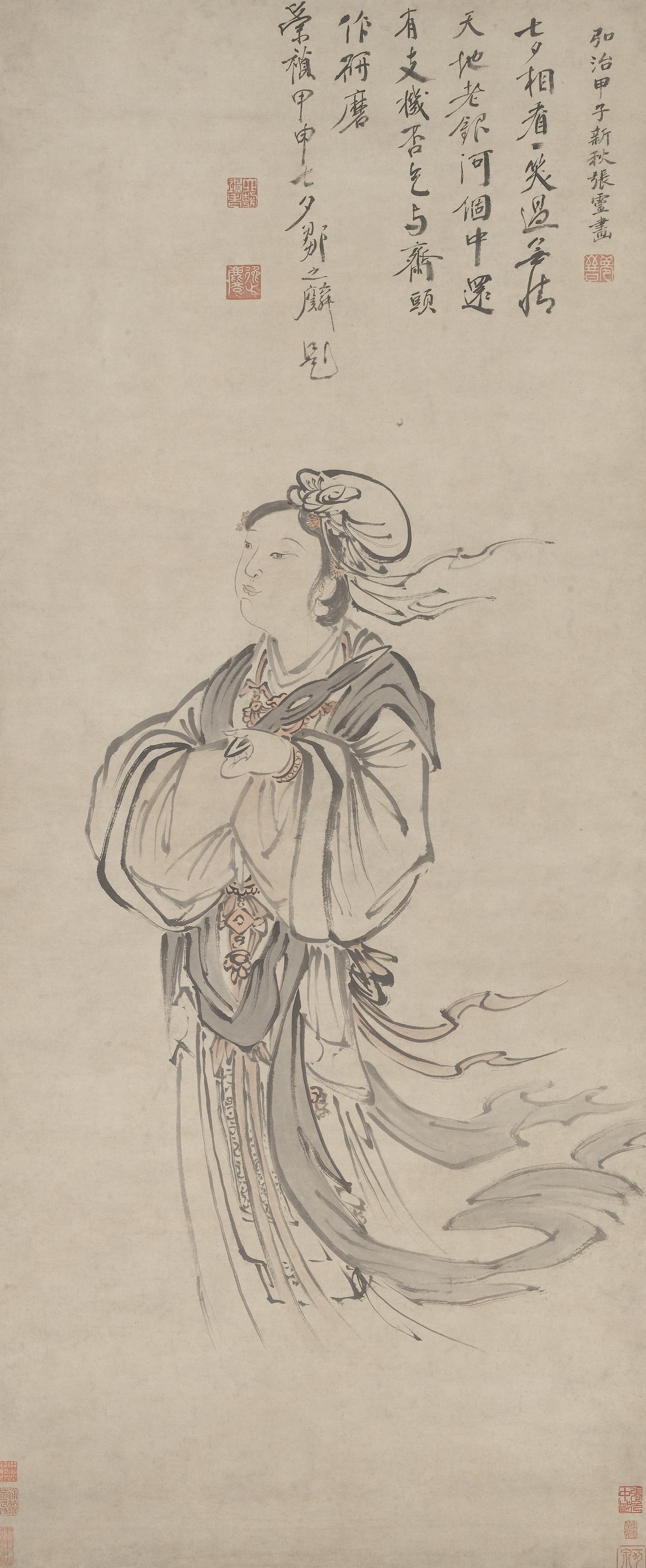
Zhinü und Weberschiffchen – Ming-Zeit, Zhang Ling vor 1529
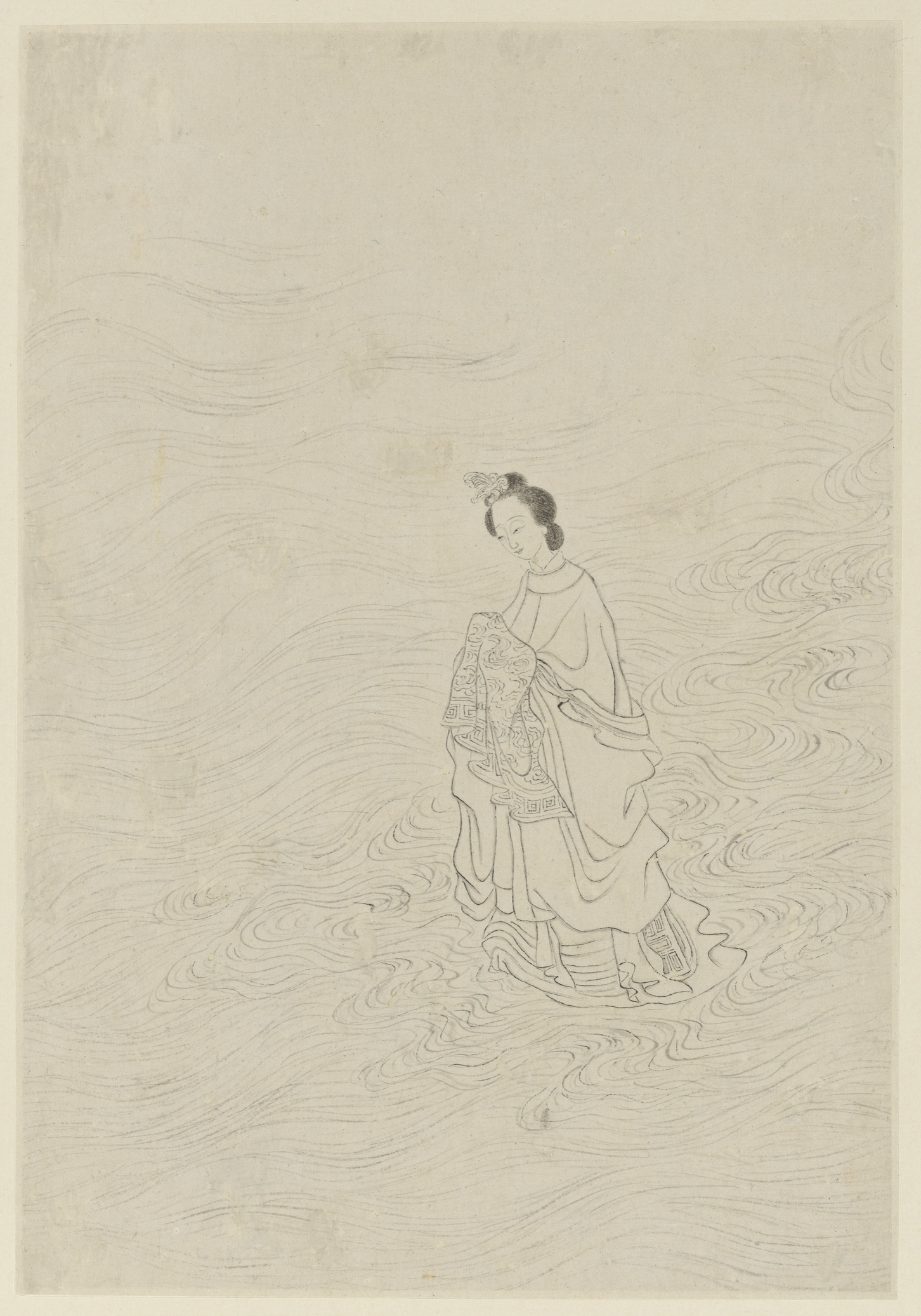
Zhinü überquert den „Himmelsfluss“ (Milchstraße) – Gai Qi 1799
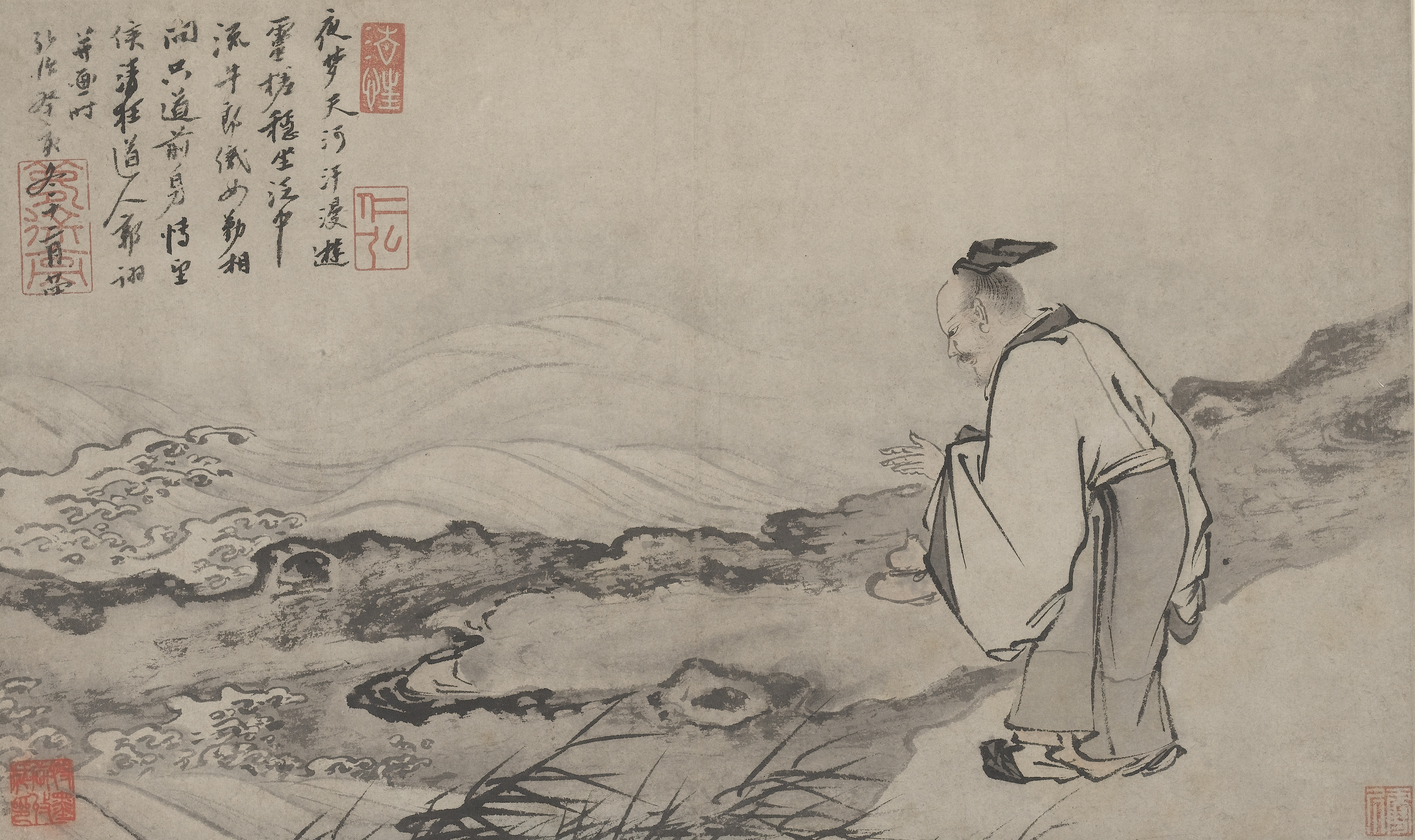
Die Erschaffung des „Himmelsflusses“ (Milchstraße) – Ming-Zeit, Guo Xu 1503
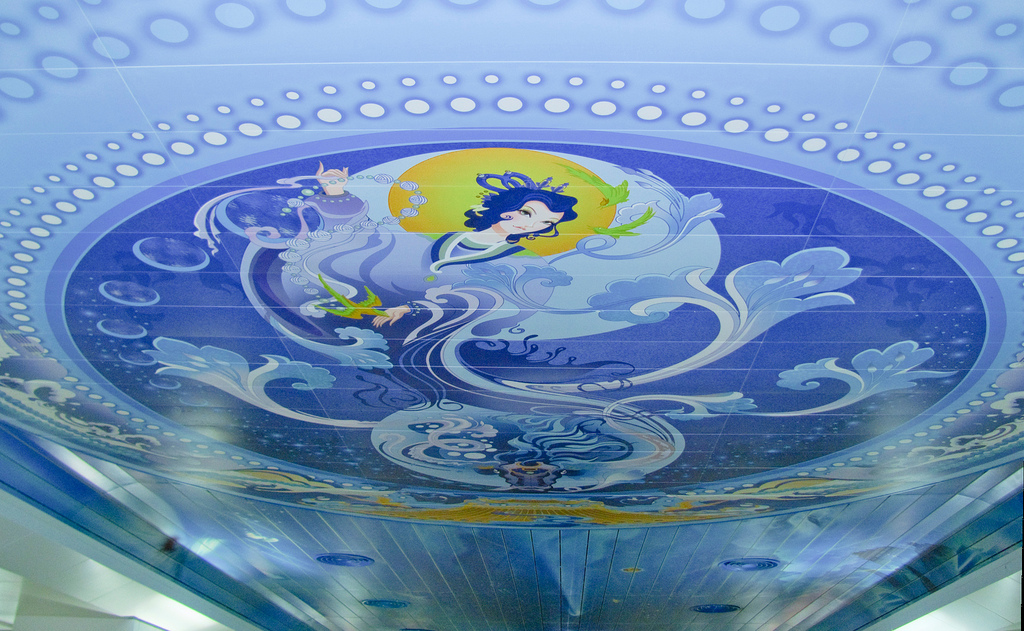
Zhinü - Dekoration der U-Bahn-Stationsdecke Muxuyuan, Nanjing 2010.
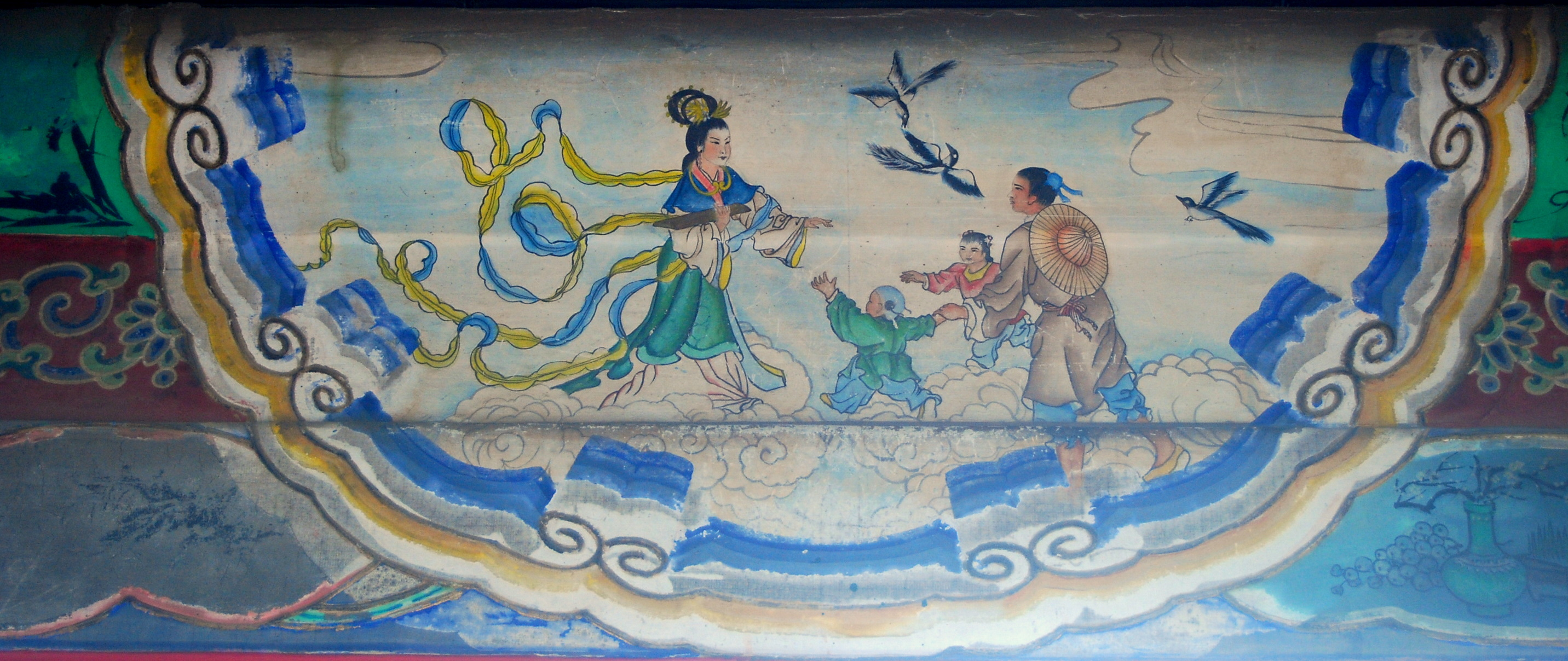
Das Wiedersehen auf der „Elsterbrücke“, Wandelgang des Neuen Sommerpalast, Peking.

## Bibliographie
- Ju Brown, John Brown: China, Japan, Korea: Culture and customs. BookSurge, North Charleston 2006, ISBN 1-4196-4893-4 (englisch).
- Wilt L. Idema: Old Tales for New Times: Some Comments on the Cultural Translation of China's Four Great Folktales in the Twentieth Century. In: Taiwan Journal of East Asian Studies. 9. Jahrgang, Nr. 1, 2012, S. 25–46 (englisch, edu.tw [PDF]).
- Sufen Sophia Lai: Presence and presentation: Women in the Chinese literati tradition. St. Martin's Press, New York 1999, ISBN 0-312-21054-X, Father in Heaven, Mother in Hell: Gender politics in the creation and transformation of Mulian's mother (englisch).
- Xiaolong Qiu: Treasury of Chinese love poems. Hippocrene Books, New York 2003, ISBN 978-0-7818-0968-9 (englisch).
- Virginia Schomp: The ancient Chinese. Marshall Cavendish Benchmark, New York 2009, ISBN 0-7614-4216-2 (englisch).